# ジョージ・パーカー
ジョージ・パーカー（George L. Parker、1896年 - 1976年）は、オーストラリアの陸上競技選手。1920年に開催されたアントワープオリンピックに参加して、3キロメートル競歩で銀メダルを獲得した。

## 経歴
パーカーはアントワープオリンピックで、3キロメートル競歩と10キロメートル競歩の両方に出場した。8月20日（予選）と8月21日（決勝）の両日に行われた3キロメートル競歩では、予選1組で13分47秒9の記録で2位となって決勝に進んだ。決勝では、オリンピック新記録で優勝したイタリア代表のウーゴ・フリジェリオに続いて13分19秒6で2位に入り銀メダルを獲得した。
10キロメートル競歩では、予選を3位で通過したが決勝で失格している。